# القواعد البيولوجية

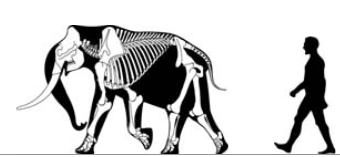
الماموث الأقزام هو عبارة عن حالة التقزم، نجد هنا مثال على حالة من حالات حكم فوستر ، فان حجم جسمه الصغير بشكل غير مألوف فأمكنة التكيف مع الموارد المحدودة لمنزل الجزيرة.

القاعدة البيولوجية أو القانون البيولوجي هو عبارة عن قانون أو قاعدة عامة تم شرحها وفقا الأنماط التي وجدت في الكائنات الحية. غالبًا ما يتم تطوير هذه القواعد والقوانين البيولوجية كطرق تستخدم للتطبيق على نطاق واسع لشرح الظواهر المعقدة أو الملاحظات البارزة حول التوزيعات البيئية والجغرافية الحيوية للأنواع النباتية والحيوانية في جميع أنحاء العالم، على الرغم من اقتراحها أو توسيعها لتشمل جميع أنواع الكائنات الحية. حيث تم تسمية العديد من هذه القانون البيولوجي في علم البيئة والجغرافيا الحيوية على اسم علماء الأحياء الذين وصفوها لأول مرة.
سعى علماء الأحياء منذ ولادتهم إلى شرح الانتظام الظاهري في البيانات الخاصة  لعلم الاحياء حيث  استنتج أرسطو القواعد التي تقوم  بالاختلافات بين رباعيات الأرجل حيث تسمى (الثدييات المشيمية الأرضية) من بين القواعد أن الحجم الحضنة يتناقص مع كلما زادت كتلة جسم البالغين في حين  يزداد العمر مع فترة الحمل وكتلة الجسم  وتقل الخصوبة عند زيادة العمر مثال على ذلك الأفيال حاضنات أصغر حجمًا وأقل من الفئران  ولكنها تمتلك عمرا أطول وحمل أطول نظمت مثل هذه القواعد بإيجاز مجموع المعرفة التي تم الحصول عليها من خلال القياسات العلمية المبكرة للعالم الطبيعي، ويمكن استخدامها نماذج خاصة بالتنبأ وبالملاحظات المستقبلية. من بين أقدم القواعد البيولوجية في العصر الحديث تلك الخاصة لكارل ايسنت (من 1828 فصاعدًا) بشأن التطور الجنيني، وكستنات وليام حول تصبغ الحيوانات، في عام 1833. هناك بعض الشكوك بين الجغرافيين البيولوجيين حول فائدة القواعد العامة

## قائمة القواعد البيولوجية

تنص هذه القاعدة الخاصة لبيرجمان على أن كتلة الجسم تزداد مع برودة المناخ ، كما هو الحال هنا في الغزالالسويدي.

تنص القاعدة الخاصة لألين على أن أشكال الجسم ومستوى نسبة ماصات الحرارة تختلف على حسب درجة حرارة المناخ وهو عن طريق تقليل مساحة السطح المكشوفة لتقليل فقدان الحرارة في المناخات الباردة أو زيادة مساحة السطح المكشوفة لتعظيم فقد الحرارة في المناخات الحارة. سميت على اسم جويل أساف ألين الذي وصفها عام 1877.
تنص قاعدة باتسون على أن الأرجل الزائدة تشبه المرأة مع جيرانها، مثل ما الحال عندما تظهر ساق إضافية في على  حشرة. تم تسميته على اسم عالم الوراثة الرائد ويليام باتسون الذي لاحظه في عام 1894. ويبدو أن سبب ذلك هو انتشار  الإشارات الموضعية عبر السطح البيني للأطراف، بحيث يتم عكس قطبية الطرف الإضافي.
حيث تنص قاعدة بيرجمان على أنه ضمن كليد تصنيفي موزع على نطاق واسع، توجد هناك العديد من المجموعات وأنواع الحجم الكبير في البيئات الباردة، وأنواع صغيرة الحجم توجد في المناطق الأكثر الدافئة ينطبق مع استثناءات على العديد من الثدييات والطيور. سميت على اسم كارل بيرجمان الذي وصفها عام 1847.
حيث تنص قاعدة كوب على أن سلاسل الحيوانات تميل إلى الزيادة في حجم الجسم بمرور الوقت التطوري. تم تسمية القاعدة نسبة عالم الحفريات إدوارد درينكر كوب.
العملاق الذي كان في  أعماق البحار، الذي لاحظه هنري نوتيدج موسلي عام 1880، ينص على أن حيوانات أعماق البحار أكبر من نظائرها في المياه الضحلة. في حين ان  القشريات البحرية  تم تميل إلى الزيادة مع الحجم والعمق الذي تحدث لنفس السبب مثل الزيادة في الحجم مع خط العرض (قاعدة بيرجمان): تنص ان كلا الاتجاهين ينطويان على زيادة الحجم مع انخفاض درجة الحرارة.
حيث ينص قانون دولو الذي  الذي قام بإقتراحه عالم الحفريات البلجيكي المولود في فرنسا لويس دولو في عام 1893 على أن «الكائن الحي يتغير ولا يعود  إلى حالته السابقة أبدًا حتى لو وجد نفسه وفي ظروف وجود مماثلة لتلك التي عاش فيها سابقًا  إنها تحافظ دائمًا على أثر للمراحل الوسيطة التي مرت بها».()
تنص قاعدة أيكلر على أن التنوع التصنيفي للطفيليات يتفاوت مع تنوع مضيفيها.  وقد لوحظ هذا  في عام 1942 من قبل وولفديتريش أيشلر، حيث تم تسميته  باسمه.
حيث تنص قاعدة إيمري، التي لاحظها كارلو إيمري، على أن الطفيليات الاجتماعية للحشرات غالبًا ما ترتبط ارتباطًا  بمضيفيها الذي  كونها من نفس الجنس.
حيث تنص قاعدة فوستر  أن  تأثير الجزيرة على أعضاء النوع يصبحون أصغر أو أكبر اعتمادًا على الموارد المتاحة في البيئة. حيث تم وضع هذه القاعدة لأول مرة من قبل جيه بريستول فوستر في عام 1964 ذلك في مجلة الطبيعة  لمقال تحت عنوان «تطور الثدييات في الجزر».
ينص قانون غوز أو مبدأ الاستبعاد التنافسي، المسمى جورجي غوز، على أن  هناك نوعين يتنافسان على نفس المورد حيث انهما لا يمكن أن يتعايشا في قيم ثابتة للسكان حيث تؤدي المنافسة  إلى الانقراض أو التنافس الأضعف أو إلى تحول تطوري أو سلوكي نحو مكانة بيئية مختلفة.
وتنص قاعدة جولجر على أنه هناك نوع من ماصات الحرارة، تميل إلى الأشكال المصبوغة بشدة إلى العثور عليها في البيئات الأكثر رطوبة مثل خط الاستواء. حيث سمي على اسم عالم الحيوان كونستانتين، الذي وصفه في عام 1833.
تنص قاعدة هالدين على أنه إذا كان هناك جنس واحد فقط من نوع هجين عقيمًا، فإن هذا الجنس يكون غير متجانس فالجنس غير المتجانسة هو الجنس الذي يحتوي على اثنين على كروموسومات جنسية مختلفة من الثدييات، فانه الذكر من كروموسومات XY. سميت باسم جي بي س هالدين.
و تنص  قاعدة هاملتون على أن الجينات التي تتكرر عندما تتعدى علاقة المتلقي بالفاعل، مضروبة على الفائدة التي تعود على المتلقي، ستكون التكلفة الإنجابية  هذا تنبؤ من نظرية اختيار الأقارب التي صاغها دبليو دي هاميلتون.
تنص قاعدة هاريسون على أن أحجام أجسام  تختلف الطفيليات مع تلك الخاصة بمضيفيهم. لكن المؤلفين  أظهروا أنه يعمل بشكل جيد مع مجموعه من الطفيليات الأخرى بما في ذلك والديدان  والبراغيث والذباب والعث والقراد، ولحالة مماثلة من العواشب الصغيرة على النباتات الكبيرة
تنص قاعدة تقدم هينجز على أنه عند النظر في مجموعة  التصنيف التفرعي حيث توجد الأنواع ذات الشخصيات البدائية من المنطقة الأولى، والتي تكون مركز أصل  المجموعة. حيث سميت باسم ويلي هينيغ، الذي قام بابتكار القاعدة.
تنص قاعدة جوردن على أنه توجد علاقة عكسية بين درجة حرارة الماء وخصائص الارقام القياسية، والتي يُرى أنها تزداد مع انخفاض درجة الحرارة. حيث سميت على اسم والد عالم الأسماك الأمريكي ديفيد ستار جوردن.
ينص مبدأ لاك، الذي قام باقترحه ديفيد لاك، على أن «حجم القابض للطيور تم تكييفه عن طريق الانتقاء الطبيعي ليصلح مع أكبر عدد من الصغار حيث يمكن للوالدين، في  توفير ما يكفي من الطعام».
تنص قاعدة ربيورت على أن الخطوط الخاصة لعرض النباتات والحيوانات تكون بشكل اصغر عن خطوط العرض المنخفضة عنها في خطوط العرض الأعلى.حيث تم تسميته على اسم إدواردو إتش رابوبورت بواسطة جي سي ستيفنز في عام 1989.
تنص قاعدة رينش على أنه أنواع الحيوانات تضمن النسب، حيث يزداد ازدواج الشكل الجنسي مع حجم الجسم عندما يكون الذكر هو الجنس الأكبر، وينخفض عند زيادة حجم الجسم وذلك عندما تكون الأنثى هي الجنس الأكبر. حيث تنطبق القاعدة على  (الفقمة) و (الماشية والغزلان). حيث سمي على اسم برنارد رينش، الذي اقترحه في عام 1950.
يشمل قانون شاموزن الذي سمي على اسم إيفان ينص على أن السكان في أقصى حد من التسامح في أي جانب واحد أكثر عرضة للاختلافات الصغيرة في أي جانب آخر. لذلك، فإن تباين البيانات ليس مجرد تشويش يتأثر بالتأثيرات الاساسية ولكنه أيضًا مؤشر على الظروف المجهدة التي تتعرض  على زيادة الضعف.
تنص قاعدة ربيورت على أن الخطوط الخاصة لعرض النباتات والحيوانات تكون بشكل اصغر عن خطوط العرض المنخفضة عنها في خطوط العرض الأعلى.حيث تم تسميته على اسم إدواردو إتش رابوبورت بواسطة جي سي ستيفنز في عام 1989.
تنص قاعدة رينش على أنه أنواع الحيوانات تضمن النسب، حيث يزداد ازدواج الشكل الجنسي مع حجم الجسم عندما يكون الذكر هو الجنس الأكبر، وينخفض عند زيادة حجم الجسم وذلك عندما تكون الأنثى هي الجنس الأكبر. حيث تنطبق القاعدة على  (الفقمة) و (الماشية والغزلان). حيث سمي على اسم برنارد رينش، الذي اقترحه في عام 1950.
قانون شمالهوزن، الذي سمي على اسم إيفان ينص على أن السكان في أقصى حد من التسامح في أي جانب واحد أكثر عرضة للاختلافات الصغيرة في أي جانب آخر. لذلك، فإن تباين البيانات ليس مجرد تشويش يتأثر بالتأثيرات الاساسية ولكنه أيضًا مؤشر على الظروف المجهدة التي تتعرض  على زيادة الضعف.
تنص قاعدة ثرسون  على أن اللافقاريات البحرية تميل إلى إنتاج اعداد كبيرة من البيض  عند خطوط العرض المنخفضة الذي يتطور إلى السطح  وينتشر على نطاق واسع إلى اليرقات، بينما تميل  خطوط العرض العالية  إلى إنتاج عدد أقل وأكبر من  (صفار البيض) البيض والنسل الأكبر، غالبًا  يحدث عن طريق الأحياء أو البيوض، التي  يتم تحضينهاحيث سميت على اسم جونار ثورسون في عام 1971